# Plexus cervicalis
Der Plexus cervicalis („Halsgeflecht“) ist eine Zusammenlagerung der vorderen Äste des ersten bis vierten Rückenmarksnerven des Halses. Wie bei den übrigen somatischen Plexus (Plexus brachialis, Plexus lumbosacralis) findet im Halsgeflecht ein Faseraustausch der einzelnen Rückenmarksnervensegmente statt. Der Plexus cervicalis liegt vor den Ursprüngen des Musculus scalenus medius und des Musculus levator scapulae. Er hat Verbindungen zum Nervus hypoglossus, zum Nervus accessorius und zum Grenzstrang.
Man teilt den Plexus cervicalis in oberflächliche sensible und tiefe motorische Zweige.

## Sensibler Anteil (Radix sensoria)
Die sensiblen Zweige sind:
- Nervus occipitalis minor
- Nervus auricularis magnus
- Nervus transversus colli
- Nervi supraclaviculares

Das sensible Versorgungsgebiet dieser Nerven umfasst den hinteren Kopfbereich und den Hals. Sie durchbohren die Halsfaszie am Punctum nervosum (Erb-Punkt). Der Erb-Punkt liegt rückenwärts (dorsal), auf halber Länge des Musculus sternocleidomastoideus. Die Nervenfasern fächern sich nach Austritt auf der Faszie (epifaszial) kopfwärts (kranial), nach vorn (anterior) und schwanzwärts (kaudal) auf.

## Motorischer Anteil (Radix motoria)
Die Skelettmuskulatur versorgende Nervenäste sind:
- Nervus phrenicus (C3-C5): Als wichtigster Ast des Plexus innerviert er das Zwerchfell. Bei beidseitigem Ausfall kommt es zum Zwerchfellhochstand, eine tiefe Inspiration ist dann nicht mehr möglich.
- Ramus musculi sternocleidomastoidei, versorgt den Musculus sternocleidomastoideus
- Ramus musculi trapezii, versorgt den Musculus trapezius
- Ansa cervicalis (oft auch mit dem Zusatz profunda) = „Halsschleife“; Radix superior aus C1 und Radix inferior aus C2 und C3: Sie versorgt die Unterzungenbeinmuskulatur. Die obere Wurzel der Ansa cervicalis liegt in ihrem Anfangsteil dem XII. Hirnnerven (Nervus hypoglossus) an.

Mit den weiteren Rami musculares innerviert der Plexus direkt:
- Musculus levator scapulae (doppelte Innervation mit dem Nervus dorsalis scapulae aus dem Plexus brachialis)
- Musculi scaleni
- Musculus geniohyoideus
- Unterzungenbeinmuskulatur (via Ansa cervicalis profunda)
- vor der Halswirbelsäule gelegene (prävertebrale) Muskulatur (Musculus longus colli, Musculus longus capitis und Musculus rectus capitis anterior)